# Divizia 6 Cavalerie germană
Divizia 6 Cavalerie (6. Kavallerie-Division) a fost o unitate militară a Armatei Germane care a luptat pe fronturile de Est și de Vest în timpul Primului Război Mondial. Divizia a fost formată odată cu mobilizarea Armatei Germane în august 1914 și a fost desființată în anul 1919, în cursul demobilizării Armatei Germane după Primul Război Mondial

## Cronica de luptă
După formare, divizia a fost integrată inițial în Corpul IV Cavalerie, care a precedat înaintarea armatelor 4 și 5 pe Frontul de Vest. În octombrie 1914 a fost transferată în Rusia și apoi în octombrie 1916 în România. În februarie 1917 a revenit pe Frontul de Vest și s-a aflat în Alsacia până în iulie 1918, în Flandra până în august 1918 și în Artois până în octombrie 1918, înainte de a trece înapoi în Flandra, unde a rămas până la sfârșitul războiului. Ea a fost destructurată pe 5 mai 1918 și restructurată ca Divizia 6 Cavalerie Schützen. Pe la sfârșitul războiului, ea a făcut parte din Corpul de Gardă, Armata 4, Heeresgruppe Kronprinz Rupprecht pe Frontul de Vest.

## Organizarea diviziei la mobilizare
În momentul formării diviziei, în august 1914, unitățile sale componente erau următoarele:
- Brigada 28 Cavalerie (din Corpul XIV Armată)
  - Regimentul 20 (1 Baden) Dragoni
  - Regimentul 21 (2 Baden) Dragoni
- Brigada 33 Cavalerie (din Corpul XVI Armată)
  - Regimentul 9 (1 Hannover) Dragoni „Regele Carol I al României”
  - Regimentul 13 (Schleswig-Holstein) Dragoni
- Brigada 45 Cavalerie (din Corpul XVI Armată)
  - Regimentul 13 (1 Kurhessian) Husari „Regele Umberto al Italiei”
  - Regimentul 13 Infanterie Călare (Jäger zu Pferde)
- Detașamentul de Artilerie Călăreață al Regimentului 8 - (1 Renan) Artilerie de Câmp „von Holtzendorff” Regimentul
- Detașamentul 6 Mitraliere
- Detașamentul de Pionieri
- Detașamentul de Transmisiuni 
  - Stația 4 de transmisiuni grele
  - Stația 9 de transmisiuni ușoare
  - Stația 11 de transmisiuni ușoare
- Coloana 6 de Cavalerie Motorizată

## Divizia 6 CavalerieSchützen

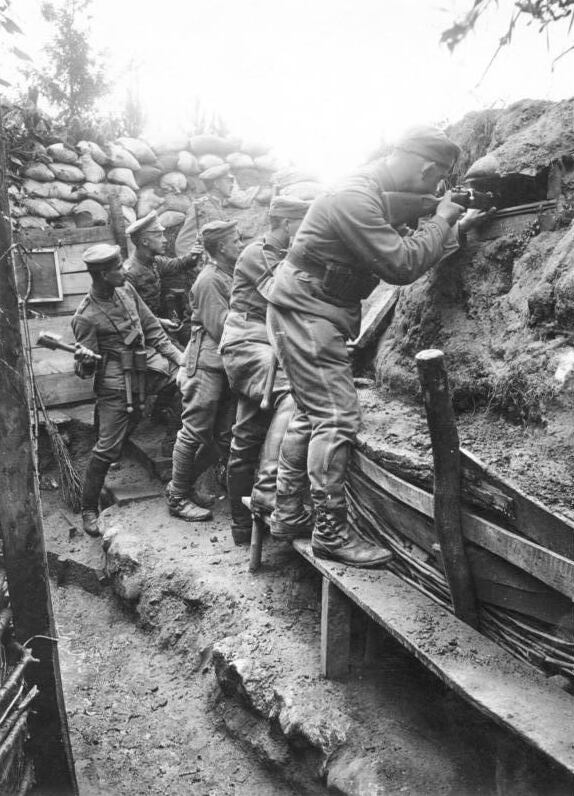
Cavaleria germană a Regimentului 11 Husari Rezervă într-o tranșee din Franța, în 1916

Divizia 6 Cavalerie a fost intens reorganizată în cursul războiului, culminând cu transformarea sa într-o divizie de cavalerie Schützen, ceea ce însemna o cavalerie descălecată. Brigăzile de cavalerie au fost redenumite Comandamente de Cavalerie Schützen Cși au dobândit un rol similar cu cel al unui regiment de infanterie de comandă. De asemenea, regimentele de cavalerie au devenit regimente de cavalerie Schützen și au dobândit rolul unui batalion de infanterie (și escadroanele lor au acționat în calitate de companii de infanterie). Cu toate acestea, aceste unități au fost mult mai slabe decât formațiunile normale de infanterie (de exemplu, un escadron Schützen avea doar 4 ofițeri și 109 subofițeri și gradați, considerabil mai puțini decât într-o companie de infanterie).
- Brigada 28 Cavalerie a transferată Diviziei 4 Cavalerie pe 1 februarie 1917;
- Brigada 33 Cavalerie a devenit independentă pe 14 septembrie 1916;
- Brigada 45 Cavalerie a devenit independentă pe  14 octombrie 1916. S-a alăturat Diviziei 4 Cavalerie pe 1 mai 1918 și a fost redenumită Comandamentul 45 Cavalerie Schützen pe 6 mai 1918;
- Brigada 3 Cavalerie s-a alăturat Diviziei 4 Cavalerie pe 17 august 1916 și a fost redenumită Comandamentul 3 Cavalerie Schützen pe 6 mai 1918;
- Brigada 5 Cavalerie (anterior independentă) s-a alăturat diviziei pe 19 noiembrie 1916 și a fost redenumită Comandamentul 5 Cavalerie Schützen pe 11 mai 1918;
- Brigada 8 Cavalerie s-a alăturat Diviziei 1 Cavalerie pe 18 octombrie 1916 și a devenit independentă pe 6 octombrie 1917.

## Organizarea diviziei la sfârșitul Primului Război Mondial
Serviciile secrete aliate considerau această divizie ca fiind de clasa a IV-a (din 4 clase). Organizarea diviziei la sfârșitul războiului era următoarea:
- Brigada 170 Landwehr
  - Comandamentul 3 Cavalerie Schützen
    - Regimentul 2 (Pomeranian) Cuirasieri „Regina”
    - Regimentul 12 (Turingian) Husari
    - Regimentul 3 (1 Brandenburg) Ulani „Împăratul Alexandru al II-lea al Rusiei”

  - Comandamentul 5 Cavalerie Schützen
    - Regimentul 7 (Magdeburg) Cuirasieri „von Seydlitz”
    - Regimentul 2 (1 Brandenburg) Dragoni
    - Regimentul 9 (2 Pomeranian) Ulani

  - Comandamentul 45 Cavalerie Schützen
    - Regimentul 13 (1 Kurhessian) Husari „Regele Umberto al Italiei”
    - Regimentul 13 Infanterie Călare (Jäger zu Pferde)
    - Regimentul 7 Dragoni Rezervă
- Escadronul 5, Regimentul 13 (1 Hannover) Ulanii Regelui  (cavalerie călare)
- Comandamentul 133 Artilerie
  - Unitatea 4, Regimentul 3 (General-Feldzeugmeister) (1 Brandenburg) Artilerie de Câmp
  - Unitățile 3 și 4, Regimentul 11 (1 Kurhessian) Artilerie de Câmp
  - Coloana 915 Muniții
- Batalionul de Pionieri
  - Compania 5 Rezervă, Batalionul II Pionieri nr. 12
  - Compania 1 Rezervă, Batalionul II Pionieri nr. 21
- Comandamentul 94 transmisiuni 
  - Detașamentul 94 telefonie
  - Detașamentul 184 transmisiuni
- Servicii medicale și sanitar-veterinare 
  - Compania de Ambulanță 256
  - Spitalul de campanie 106
  - Spitalul de campanie 86 de rezervă
  - Spitalul veterinar 261
- Transport
  - Coloana 674 de Transport Motorizat
- Artilerie Grea
  - Batalionul 108 Artilerie

## Comandanți
| Grad               | Nume                    | Date                           |
| ------------------ | ----------------------- | ------------------------------ |
| General-locotenent | Egon Graf von Schmettow | 2 august 1914 - 29 august 1915 |
| General-locotenent | Hermann Heidborn        | 30 august 1915 - 7 iulie 1916  |
| General-maior      | Georg Saenger           | 8 iulie 1916 - 30 aprilie 1918 |